# Palanca (gmina w okręgu Bacău)
Palanca – gmina w Rumunii, w okręgu Bacău. Obejmuje miejscowości Cădărești, Ciugheș, Pajiștea, Palanca i Popoiu. W 2011 roku liczyła 3319 mieszkańców.